# Gert-Inge Andersson
Rune Gert-Inge Andersson, född 2 april 1950 i Trollhättan, är en svensk socialdemokratisk region- och kommunalpolitiker. Han är uppväxt i Trollhättan, utbildad vägmästare och kom in i politiken via svärfadern och före detta kommunalrådet Lars Jonsson. Sedan 1989 har han jobbat politiskt på heltid inom Trollhättans kommun, först som ordförande i tekniska nämnden. 1992 blev han vice ordförande i kommunstyrelsen, 1996 ordförande. År 2010 tillträdde han som ordförande för regionstyrelsen i Västra Götalandsregionen där han efterträdde Roland Andersson. Han är även ersättare till förbundsstyrelsen för Sveriges Kommuner och Landsting.
När GM tog beslut om nedläggning av SAAB Automobile i Trollhättan 2009, var Gert-Inge Andersson en av nyckelpersonerna i att finna en lösning för en fortsatt drift av verksamheten.